# Denis Feeney
Denis C. Feeney (* 16. Oktober 1955) ist ein neuseeländischer Klassischer Philologe und Professor of Classics sowie Giger Professor of Latin an der Princeton University.
Feeney erwarb den B.A. 1974 an der University of Auckland, Neuseeland. Im Jahr 1982 wurde er an der Universität Oxford mit einem unveröffentlichten Kommentar zum ersten Buch der Punica des Silius Italicus zum D.Phil. promoviert. Er war Fellow des Magdalene College (Cambridge) und des New College (Oxford). 2000 ging er als Giger Professor of Latin an die Princeton University. Im akademischen Jahr 2003/2004 war er Sather Professor an der University of California at Berkeley. 2016 wurde er zum Mitglied der American Academy of Arts and Sciences und zum auswärtigen Mitglied der British Academy gewählt.
Feeney arbeitet zu den Wechselbeziehungen zwischen römischer Literatur, insbesondere der Dichtung, und der römischen Religion. Seine Monographie The Gods in Epic, eine kritische Betrachtung der Bedeutung des „Götterapparats“ im griechischen und römischen Epos, gilt als Standardwerk auf diesem Gebiet und darüber hinaus. Weitere Monographien sind römischen Vor- und Darstellungen von Zeit sowie den Anfängen der lateinischen Literatur gewidmet.

## Schriften (Auswahl)
- Beyond Greek: The Beginnings of Latin Literature. Harvard University Press, Cambridge, MA/London 2016, ISBN 9780674055230.
- Caesar’s Calendar: Ancient Time and the Beginnings of History. California University Press, 2007 (Sather Classical Lectures, Bd. 65).
- (Hrsg. mit Tony Woodman): Traditions and Contexts in the Poetry of Horace. Cambridge University Press, Cambridge 2002.
- Literature and Religion at Rome: Cultures, Contexts, and Beliefs. Cambridge University Press, 1998. 
  - Italienische Übersetzung: Letteratura e religione nell’antica Roma: culture, contesti e credenze. Trad. Claudio Salone, ed. Piergiorgio Parroni. Salerno Editrice, Rom 1999.
- The Gods in Epic: Poets and Critics of the Classical Tradition. Oxford University Press, 1991.